# Jakub Sucháček
Jakub Sucháček (* 17. listopadu 1978 Čeladná) je bývalý český skokan na lyžích, který závodil v letech 1994–2001.
Startoval na ZOH 1998, kde se v individuálních závodech umístil na 15. (velký můstek) a 28. (střední můstek) místě. V závodě družstev pomohl českému týmu k sedmé příčce. Zúčastnil se světových šampionátů v letech 1995, 1997 a 1999, nejlepšího výsledku dosáhl 11. místem na středním můstku na MS 1999. V letech na lyžích startoval na MS 1994, 1996 a 1998 (nejlépe devátý na MS 1996).